# Daptocephalus
Daptocephalus è un genere estinto di terapsidi, appartenente ai dicinodonti. Visse nel Permiano superiore (circa 254 - 252 milioni di anni fa) e i suoi resti fossili sono stati ritrovati in Africa.

## Descrizione
Questo animale era di grandi dimensioni, soprattutto se rapportato ad altri dicinodonti del Permiano: poteva superare i due metri di lunghezza, e il solo cranio superava i 50 centimetri. Era dotato, come tutti i suoi simili, di un robusto becco simile a quello di una tartaruga, che nell'animale in vita era verosimilmente provvisto di un rivestimento di cheratina. Dietro a questo becco, nella mascella superiore, erano presenti due zanne leggermente ricurve simili a canini. 
Oltre alle dimensioni imponenti, Daptocephalus si differenziava dagli altri dicinodonti permiani per una combinazione di caratteristiche: il muso era quasi tronco e fortemente inclinato all'ingiù, e la premascella era corta e terminante in un becco poco uncinato; il processo caniniforme era diretto ventralmente, l'anello orbitale era rugoso, l'osso squamoso aveva un margine dorsale notevolmente arrotondato, i postfrontali erano visibili come sottili ossa poste nei limiti anteromediani dei postorbitali e vi era una barra intertemporale estremamente lunga e stretta.

## Classificazione
Daptocephalus era un rappresentante tipico dei dicinodonti, anche se le dimensioni erano maggiori rispetto a quelle di altri dicinodonti permiani. Secondo analisi cladistiche effettuate nel 2013, Daptocephalus era un membro piuttosto derivato del clade Dicynodontoidea, vicino alla base dei Lystrosauridae e dei Kannemeyeriiformes. I suoi più stretti parenti potrebbero essere stati Dinanomodon, anch'esso africano, e Peramodon della Russia.

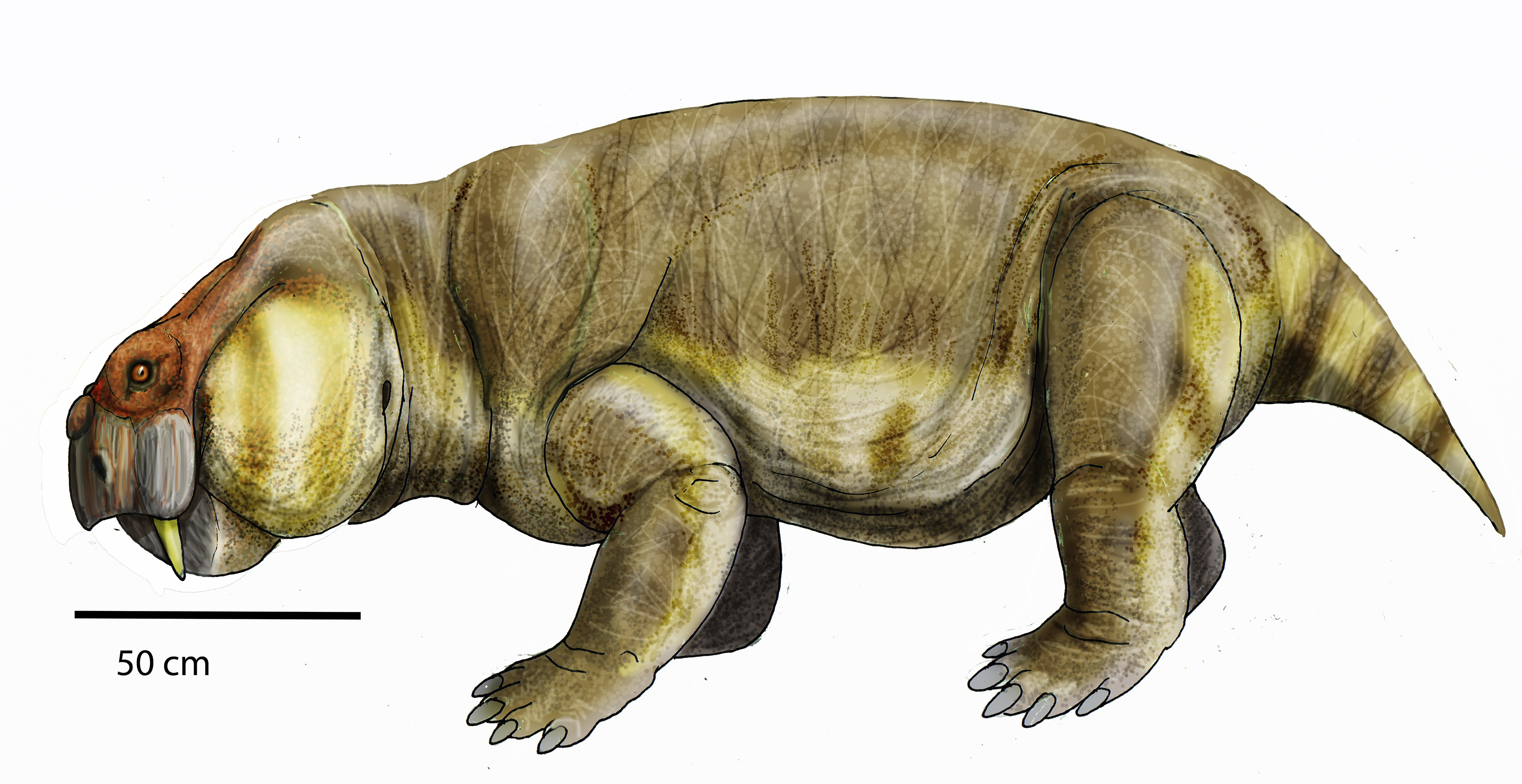
Ricostruzione di Daptocephalus leoniceps

I primi fossili di questo animale vennero ritrovato in Sudafrica, in terreni risalenti alla fine del Permiano, e vennero descritti da Richard Owen nel 1876 come una nuova specie del genere Dicynodon (D. leoniceps). In seguito vennero attribuiti a un genere a sé stante (Daptocephalus) da van Hoepen nel 1934, ma la confusione tassonomica del genere Dicynodon perdurò per tutto il Ventesimo Secolo e oltre, e fu solo nel 2011 che uno studio approfondito riguardante gli esemplari attribuiti a Dicynodon chiarì le peculiarità di Daptocephalus, che quindi venne riconosciuto a tutti gli effetti come un genere a sé stante (Kammerer, 2011). Oltre alla specie tipo sudafricana, Daptocephalus leoniceps, è nota anche una specie più o meno coeva della Tanzania, D. huenei, anch'essa precedentemente attribuita a Dicynodon (Kammerer, 2019).

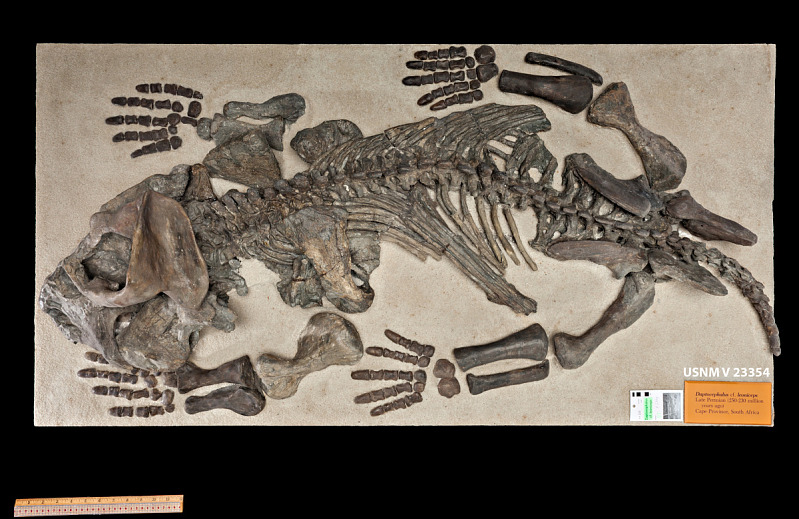
Fossile di Daptocephalus leoniceps

Daptocephalus dà il nome alla biozona di fine Permiano nota come "zona a Daptocephalus", in contatto con la successiva "zona a Lystrosaurus" che demarca la fine del Permiano e l'inizio del Triassico.